# Squeeze page
Pour les articles homonymes, voir Squeeze.
Une squeeze page est une page de renvoi créée uniquement pour demander les adresses électroniques de clients potentiels.

## Contexte
Dans le domaine du marketing direct, la liste des abonnés est considérée comme la partie la plus importante d'une campagne de mailing. Une liste très ciblée permet au propriétaire de la liste de commercialiser ses produits et services avec une probabilité assez élevée de succès. Les marketeurs consacrent donc beaucoup de temps et d'argent pour la collecte d'une liste d'abonnés très ciblés. 
Cependant, avec la prolifération du pourriel, les consommateurs hésitent à donner leurs adresses électroniques. Pour vaincre cette résistance, les entreprises ont développé les squeeze pages qui vantent leur offre, détaillent leurs normes de protection des renseignements personnels et informent le consommateur de l'information qu'il recevra.
Les marketeurs Internet empruntent des techniques de rédaction aux marketeurs hors ligne, par exemple, l'utilisation de gros titres, de puces, d'accroches, de délais courts, de témoignages, de rareté. Les marketeurs agressifs présenteront aux visiteurs des multiples incitations en échange de leurs informations de contact.

## Origine du terme
Squeeze est un mot anglais qui signifie presser.
Le mot squeeze dans squeeze page fait référence au fait que la page presse l'internaute pour obtenir son adresse électronique comme on presse un citron pour en extraire le jus.

## Stratégies desqueeze pages
Une squeeze page est une page web dont le seul but de recueillir des renseignements pour le marketing direct, principalement des adresses électroniques, mais aussi parfois des noms, des numéros de téléphone ou d'autres informations sur les clients potentiels. Elle ne doit donc pas contenir d'hyperliens de sortie qui pourraient distraire l'internaute. Les  squeeze pages de qualité utilisent souvent des histoires de réussite auxquelles le lecteur peut s'identifier. Elles se basent sur des éléments comme la psychologie de l'utilisation des couleurs, les techniques de ventes accrocheuses et les mots clés évocateurs. Certaines utilisent l'audio et la vidéo. 
Les marketeurs Internet empruntent les techniques de rédaction des marketeurs de marketing direct. 
Les marketeurs Internet empruntent des techniques de rédaction aux marketeurs hors ligne, par exemple, des gros titres, des puces, des accroches, des délais courts pour agir, des témoignages positifs sur le produits et des mentions sur la rareté du produit. Ils présenteront aussi souvent aux visiteurs de multiples incitations en échange de leurs informations de contact.
En règle générale, les marketeurs Internet gardent le contenu sur leurs squeeze pages à un minimum. Le but de la page est d'obtenir l'adresse électronique du visiteur ; toute information supplémentaire peut distraire l'internaute ou l'amener à aller sur un autre site. Les hypertextes sont presque toujours absents des squeeze pages. L'absence de liens est utilisé pour placer le visiteur devant un choix : fournir son adresse électronique ou de quitter le site. Les marketeurs Internet avertis ont découvert que l'obtention d'une adresse électronique permet de développer une relation avec le visiteur, de lui présenter de multiples messages de vente au fil du temps et même de compléter des ventes croisées de produits connexes.
Les squeeze pages sont souvent utilisées en conjonction avec des autorépondeurs pour envoyer des messages électroniques aux visiteurs dès qu'ils fournissent leurs adresses. Les autorépondeurs peuvent aussi être utilisés pour envoyer des séries de courriels incluant parfois des liens vers des pages web fournissant des informations supplémentaires.
Des études ont démontré que la promesse d'un envoi d'information à la suite de la fourniture d'une adresse électronique augmentait le nombre d'adresses fournies.

## Référencement par les moteur de recherche
En 2011, à deux reprises (Panda et Farmer en février et juin), Google ajusté son algorithme de classement des résultats de recherche pour dégrader le classement ou éliminer les squeeze pages qu'il considérait comme du pourriel en raison de leur manque de contenu. En réponse, les marketeurs ont augmenté à la quantité de contenu inclus dans les squeeze pages pour maintenir leur classement dans les résultats de recherche.